# Мобургет (кантон)
Мобурге (фр. Maubourguet, окс. Mauborguet) — кантон во Франции, находится в регионе Юг — Пиренеи. Департамент кантона — Верхние Пиренеи. Входит в состав округа Тарб.
Код INSEE кантона 6514. Всего в кантон Мобурге входят 11 коммун, из них главной коммуной является Мобургет.

## Коммуны кантона
| Коммуна        | Население, чел. (2012) | Почтовый индекс | Код INSEE |
| -------------- | ---------------------- | --------------- | --------- |
| Видуз          | 253                    | 65700           | 65462     |
| Косад-Ривьер   | 94                     | 65700           | 65137     |
| Лабатют-Ривьер | 391                    | 65700           | 65240     |
| Лаит-Тупьер    | 241                    | 65700           | 65248     |
| Ларрёль        | 435                    | 65700           | 65262     |
| Лафитоль       | 500                    | 65700           | 65243     |
| Мобургет       | 2441                   | 65700           | 65304     |
| Орьебат        | 274                    | 65700           | 65049     |
| Совтер         | 166                    | 65700           | 65412     |
| Сомбрён        | 213                    | 65700           | 65429     |
| Эстирак        | 103                    | 65700           | 65174     |

## Население
Население кантона на 2007 год составляло 5 071 человек.
| 1962 | 1968 | 1975 | 1982 | 1990 | 1999 | 2006 |
| ---- | ---- | ---- | ---- | ---- | ---- | ---- |
| 5270 | 5190 | 5091 | 5074 | 4832 | 4859 | 5069 |